# Nathan Delfouneso
Nathan Delfouneso (* 2. Februar 1991 in Tyseley bei Birmingham) ist ein englischer Fußballspieler.  

## Laufbahn
Delfouneso ist einer von vielen Spielern, der in der Aston Villa Academy ausgebildet wurde. Ab 2006 spielte er für die Jugend- und Reserveteams von Aston Villa. In der Saison 2007/08 schoss er hierbei in 41 Spielen 22 Tore. Im August 2008 feierte er sein Profi-Debüt in der Qualifikationsrunde des UEFA-Pokals. Im weiteren Verlauf kam er auch zu vier Einsätzen in den Hauptrunden und erzielte dabei zwei Tore. Am 15. März 2009 gab er bei der 0:2-Heimniederlage gegen Tottenham Hotspur sein Debüt in der Premier League.
Im Verlauf der Saison 2011/12 wechselte Delfouneso am 23. Januar 2012 zu Leicester City in die zweitklassige Football League Championship.
Am 29. Juli 2014 wechselte er zum FC Blackpool, für den er zuvor bereits zweimal auf Leihbasis aktiv war. Am Ende der Saison 2014/15 wechselte er zu den Blackburn Rovers.
Auch spielte er für diverse Jugendnationalmannschaften Englands und erreichte hierbei eine beachtliche Torquote.